# DN67B
DN67B este un drum național din România, care leagă Târgu Jiu de Drăgășani și Drăgășani de Pitești.